# Sorgenfrey-Gerade
Die Sorgenfrey-Gerade ist ein nach dem Mathematiker Robert Henry Sorgenfrey benanntes Beispiel aus dem mathematischen Teilgebiet der Topologie.

## Definition
Die Sorgenfrey-Gerade {\displaystyle R} ist derjenige topologische Raum, der auf der Menge {\displaystyle \mathbb {R} } von allen halboffenen Intervallen {\displaystyle [a,b)} als Basis erzeugt wird, das heißt, die offenen Mengen dieses Raums sind die als beliebige Vereinigung halboffener Intervalle {\displaystyle [a,b)} darstellbaren Mengen.

## Bemerkungen
- Ersetzt man die halboffenen Intervalle {\displaystyle [a,b)} durch {\displaystyle (a,b]}, so kann man eine analoge Konstruktion durchführen. Man erhält einen zur Sorgenfrey-Geraden homöomorphen Raum, {\displaystyle x\mapsto -x} ist offenbar ein Homöomorphismus.
- Das Produkt {\displaystyle R^{2}=R\times R} heißt Sorgenfrey-Ebene und ist ebenfalls ein wichtiges Beispiel in der Topologie.

## Beispiele offener Mengen
Alle Mengen der Form
{\displaystyle (-\infty ,a)=\bigcup _{n=0}^{\infty }[a-n,a)}
{\displaystyle [a,\infty )=\bigcup _{n=0}^{\infty }[a,a+n)}
sind offen. Daher sind die Mengen {\displaystyle [a,b)} nicht nur offen, sondern wegen {\displaystyle [a,b)=\mathbb {R} \setminus ((-\infty ,a)\cup [b,\infty ))} auch abgeschlossen, das heißt {\displaystyle R} besitzt eine Basis aus offen-abgeschlossenen Mengen.
Jedes bezüglich der euklidischen Topologie offene Intervall {\displaystyle (a,b)} ist auch offen bezüglich der Topologie der Sorgenfrey-Geraden, denn
{\displaystyle (a,b)=\bigcup _{n=1}^{\infty }\left[a+{\frac {1}{n}},b\right)}.

## Eigenschaften
Die Sorgenfrey-Gerade {\displaystyle R} hat folgende Eigenschaften:
- {\displaystyle R} ist ein perfekt normaler Raum.
- {\displaystyle R} hat die Lebesgue’sche Überdeckungsdimension 0.
- {\displaystyle R} ist total unzusammenhängend.
- {\displaystyle R} ist nicht diskret, denn eine einelementige Menge enthält keine Basismenge. Die Topologie der Sorgenfrey-Geraden ist aber echt feiner als die euklidische Topologie auf {\displaystyle \mathbb {R} }.
- {\displaystyle R} ist separabel ({\displaystyle \mathbb {Q} } liegt dicht, denn jede Basismenge enthält eine rationale Zahl), genügt dem ersten Abzählbarkeitsaxiom (die Mengen {\displaystyle \textstyle \left[a,a+{\frac {1}{n}}\right)} bilden eine Umgebungsbasis von {\displaystyle a\in R}), aber nicht dem zweiten Abzählbarkeitsaxiom.
- {\displaystyle R} ist nicht metrisierbar, denn für metrische Räume folgt aus der Separabilität das zweite Abzählbarkeitsaxiom.
- {\displaystyle R} ist parakompakt, aber weder σ-kompakt noch lokalkompakt.